# Кипящая сталь
Кипящая сталь — вид низкоуглеродистой стали, расплав которой выходит из металлургических печей в слабо раскисленном состоянии. Как следствие, при затвердевании такой стали в изложницах продолжается окисление содержащегося в ней углерода растворённым кислородом. Внешне это выглядит как процесс кипения с выделением пузырей оксида углерода CO. Марки кипящей стали содержат буквы «КП».
Механические свойства кипящей стали обычно уступают аналогичным параметрам спокойной и полуспокойной стали, однако стоимость производства кипящей стали значительно ниже. Как следствие, её не применяют для производства изделий ответственного назначения. Тем не менее, кипящая сталь практически не содержит неметаллических включений и обладает хорошими показателями пластичности.